# اسماء علایی
اسماء بنت خلیل علایی (۱۳۲۵-۱۳۹۳) بانوی محدّث شامی در سدهٔ هشتم هجری بود. ابتدا نزد پدرش دانش آموخت و سپس خود به حدیث‌گویی پرداخت. نزد گروه بسیاری از علمای حدیث دانش آموخت و در هفتادسالگی در بیت‌المقدس درگذشت.  